# St. Nikolaus (Pleiskirchen)

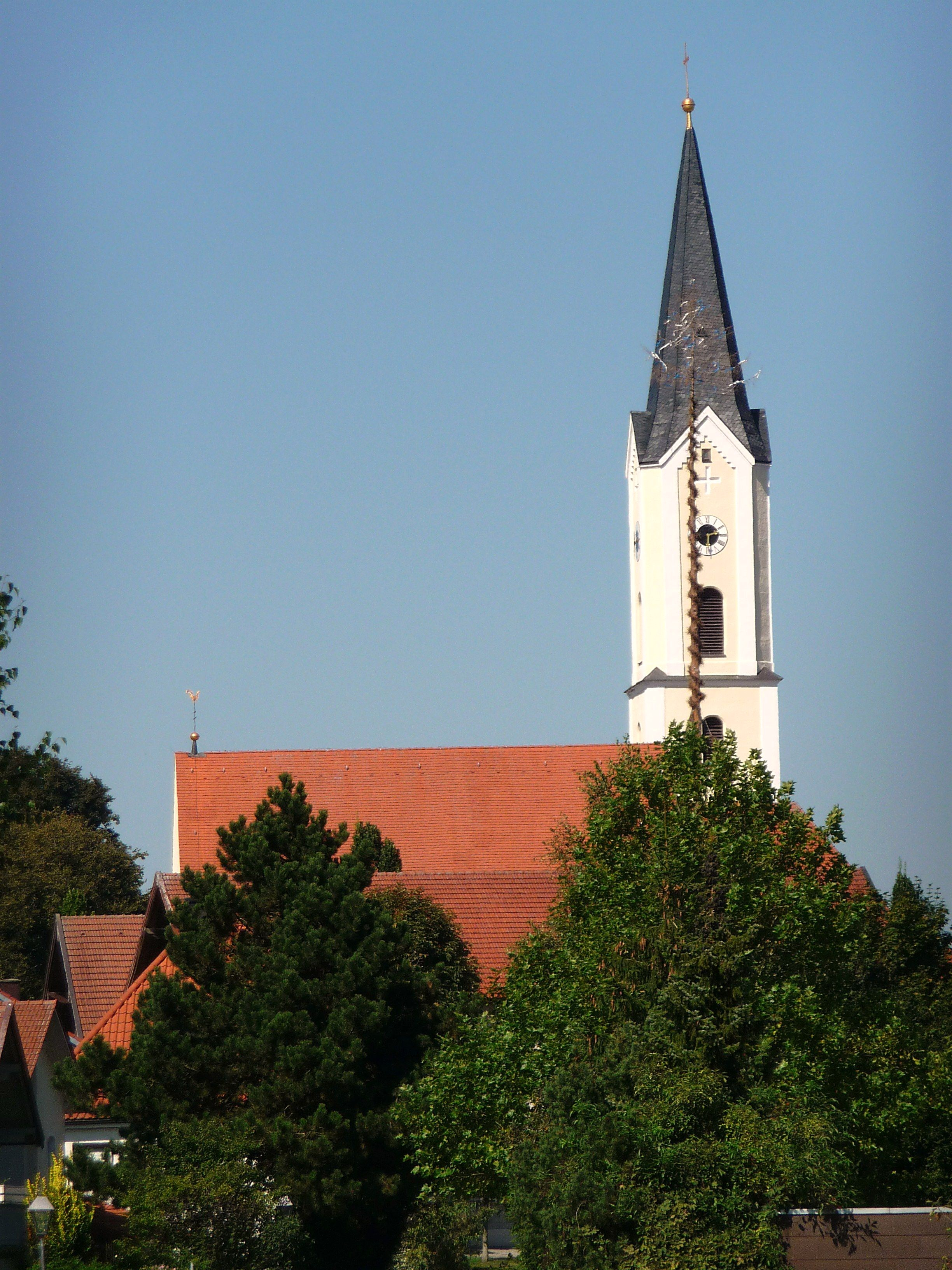
St. Nikolaus in Pleiskirchen

Die römisch-katholische Pfarrkirche St. Nikolaus ist ein Baudenkmal in Pleiskirchen im Landkreis Altötting.

## Geschichte
St. Nikolaus ist eine im Kern gotische Saalkirche. 1692 wurde das Gotteshaus vermutlich nach einem Brand barockisiert und um 1880 umgestaltet. Der Turmaufsatz ist von 1882. 1987/88 wurde das Gebäude renoviert.

## Baubeschreibung
Der eingezogene Chor hat zwei Joche und einen geraden Schluss. Das einschiffige, vierjochige Langhaus wird von einem Tonnengewölbe mit Stichkappen überspannt. An den Pfeilern finden sich korinthische Pilaster und gekröpfte Gesimse. Das Langhaus hat kräftige, zweimal abgesetzte Außenstreben. Der Nordturm wurde 1876 neugotisch überformt. Im Erdgeschoss findet sich ein gotisches Kreuzrippengewölbe. An der Nordseite stehen zwei Seitenkapellen. Die Friedhofsummauerung wurde 1983 teilweise erneuert.

## Ausstattung
Die Gemäldezyklen an der Brüstung der doppelten Westempore sind unter anderem von Franz Xaver Zettler. Der schwere Rahmenstuck mit Frucht- und Blattkränzen, Perlstäben und Muscheln an den Gurtbogenansätzen ist von 1692. Die Altäre sind aus der zweiten Hälfte des 18. Jahrhunderts. Das Gemälde im Hochaltar von Clemens della Croce aus dem Jahr 1819 zeigt die Heiligen Maria, Nikolaus und Franziskus. Die Figur auf der rechten Seite stellt den heiligen Florian dar, die auf der linken Seite den heiligen Borromäus. Die Seitenaltäre zeigen links die Heiligen Joachim und Anna und rechts das Jesuskind in der Krippe mit Maria und Josef. Die Kanzel um 1800 wird Johann Philipp und Johann Michael Wagner zugeschrieben. Der gotische Taufstein aus Rotmarmor befindet sich in der östlichen Seitenkapelle der Nordseite.

## Ueberacker-Kapelle
Am Chorscheitel außen findet sich die Gruftkapelle der Familie Ueberacker von Klebing, 1830 errichtet. Die Kapelle diente etwa ein Jahrhundert als Grablege des Adelsgeschlechts. Es handelt sich um einen klassizistischen Bau. Der Giebel weist im Fries Terrakottaplatten mit Vasen, Palmetten und Akanthus auf. Das Innere der Kapelle wurde 1988, das Äußere 2004/05, renoviert.

## Trivia
Am 9. November 1920 heirateten die Eltern des späteren Papstes Benedikt XVI. in der Kirche. Seine Geschwister Maria Theogona und Georg wurden in der Kirche getauft.